# 吉田ななほ
吉田ななほ（よしだ ななほ、1998年5月25日 - ）は、日本の女優。
ダンス&ボーカルグループTEMPURA KIDZ元メンバー。

## 来歴
キッズダンサー時代にMAIKOのレッスンを受けるようになり、MAIKOがきゃりーぱみゅぱみゅの振付を担当したのに伴いきゃりーぱみゅぱみゅのバックダンサー「きゃりーキッズ」として2011年からライブやフェスに出演した。
2012年11月からTEMPURA KIDZのメンバーNaNaHoとして活動。
2017年9月からTEMPURA KIDZの活動を休止。
2018年3月25日、俳優の道を目指すため同日開催のワンマン公演「Find A Way」出演をもってTEMPURA KIDZを卒業した。
2018年4月27日劇団皇帝ケチャップ公演「私の娘でいて欲しい」バラチームの主演として舞台デビューを果たした。
2023年4月19日、自身のインスタグラムにおいてアソビシステムを退社したことをストーリー投稿から報告。

## 人物
母親がダンス講師をやっており4歳の頃から母親が所属していたダンススタジオでダンスを始めた。

## 出演作品

### 舞台
- 劇団皇帝ケチャップ 第8回本公演「私の娘でいて欲しい」(2019年4月 浅草九劇)[4]
- 劇団皇帝ケチャップ 第9回本公演「何も変わらない今日という日の始まりに」(2019年12月 ザ・ポケット)[6]
- 劇団皇帝ケチャップ「春に思い出す、夏の君はもう遠く」(2020年9月 浅草九劇)[7]
- 劇団皇帝ケチャップ 第11回本公演「セーブポイントからもう一度」(2021年５月 シアターKASSAI)[8]